# Lotus 340R
Lotus 340R – sportowy samochód osobowy produkowany przez brytyjską firmę Lotus w roku 2000 oparty na modelu Elise. Dostępny jako 2-drzwiowy roadster. Do napędu użyto silnika R4 o pojemności 1,8 litra. Moc przenoszona była na oś tylną poprzez 5-biegową manualną skrzynię biegów.

## Dane techniczne

### Silnik
- R4 1,8 l (1796 cm³), 4 zawory na cylinder, DOHC
- Układ zasilania: wtrysk
- Średnica × skok tłoka: 80,00 mm × 89,30 mm
- Moc maksymalna: 180,5 KM (132,7 kW) przy 7800 obr./min
- Maksymalny moment obrotowy: 171 N•m przy 5000 obr./min

### Osiągi
- Przyspieszenie 0-80 km/h: 3,6 s
- Przyspieszenie 0-100 km/h: 4,5 s
- Przyspieszenie 0-160 km/h: 12,5 s
- Czas przejazdu ¼ mili: 13,7 s
- Czas przejazdu 1 kilometra: 25,0 s
- Prędkość maksymalna: 212 km/h